# Jasmin Open 2022 - Qualificazioni singolare
Le qualificazioni del singolare femminile del Jasmin Open 2022 sono state un torneo di tennis preliminare per accedere alla fase finale della manifestazione svolte dal 1º al 2 ottobre settembre 2022. Le vincitrici dell'ultimo turno sono entrate di diritto nel tabellone principale. In caso di ritiro di una o più giocatrici aventi diritto a queste sono subentrati le lucky loser, ossia le giocatrici che hanno perso nell'ultimo turno ma che avevano una classifica più alta rispetto alle altre partecipanti che avevano comunque perso nel turno finale.

## Teste di serie
1. Linda Fruhvirtová (qualificata)
2. Harmony Tan (ultimo turno, ritirata, lucky loser)
3. Moyuka Uchijima (qualificata)
4. Kristina Mladenovic (ultimo turno)
5. Heather Watson (ultimo turno)
6. Ana Konjuh (qualificata)

1. Viktória Kužmová (ultimo turno)
2. Lucrezia Stefanini (qualificata)
3. Despoina Papamichaīl (qualificata)
4. Marina Bassols Ribera (qualificata)
5. Nigina Abduraimova (ultimo turno)
6. Rebeka Masarova (ultimo turno)

## Qualificate
1. Linda Fruhvirtová
2. Marina Bassols Ribera
3. Moyuka Uchijima

1. Despoina Papamichaīl
2. Lucrezia Stefanini
3. Ana Konjuh

## Lucky loser
1. Harmony Tan

## Tabellone

### Legenda
| - Q = Qualificato - WC = Wild card - LL = Lucky loser | - ALT = Alternate - SE = Special Exempt - PR = Protected Ranking | - w/o = Walkover - r = Ritirato - d = Squalificato |

### Sezione 1
|  | Primo turno | Primo turno       | Primo turno       | Primo turno       | Primo turno       |  |  | Ultimo turno | Ultimo turno      | Ultimo turno | Ultimo turno | Ultimo turno |  |
|  |             |                   |                   |                   |                   |  |  |              |                   |              |              |              |  |
|  | 1           | Linda Fruhvirtová | Linda Fruhvirtová | Linda Fruhvirtová | Linda Fruhvirtová |  |  |              |                   |              |              |              |  |
|  |             | Bye               | Bye               | Bye               | Bye               |  |  | 1            | Linda Fruhvirtová | 5            | 6            | 7            |  |
|  |             | Julija Hatouka    | Julija Hatouka    | 1                 | 5                 |  |  | 12           | Rebeka Masarova   | 7            | 1            | 68           |  |
|  | 12          | Rebeka Masarova   | Rebeka Masarova   | 6                 | 7                 |  |  |              |                   |              |              |              |  |

### Sezione 2
|  | Primo turno | Primo turno           | Primo turno | Primo turno | Primo turno |  |  | Ultimo turno | Ultimo turno          | Ultimo turno          | Ultimo turno | Ultimo turno |  |
|  |             |                       |             |             |             |  |  |              |                       |                       |              |              |  |
|  | 2           | Harmony Tan           | Harmony Tan | Harmony Tan | Harmony Tan |  |  |              |                       |                       |              |              |  |
|  |             | Bye                   | Bye         | Bye         | Bye         |  |  | 2            | Harmony Tan           | Harmony Tan           | 3            | r            |  |
|  |             | Olivia Tjandramulia   | 6           | 1           | 4           |  |  | 10           | Marina Bassols Ribera | Marina Bassols Ribera | 6            |              |  |
|  | 10          | Marina Bassols Ribera | 3           | 6           | 6           |  |  |              |                       |                       |              |              |  |

### Sezione 3
|  | Primo turno | Primo turno        | Primo turno        | Primo turno     | Primo turno     |  |  | Ultimo turno | Ultimo turno       | Ultimo turno       | Ultimo turno | Ultimo turno |  |
|  |             |                    |                    |                 |                 |  |  |              |                    |                    |              |              |  |
|  | 3           | Moyuka Uchijima    | Moyuka Uchijima    | Moyuka Uchijima | Moyuka Uchijima |  |  |              |                    |                    |              |              |  |
|  |             | Bye                | Bye                | Bye             | Bye             |  |  | 3            | Moyuka Uchijima    | Moyuka Uchijima    | 6            | 6            |  |
|  | WC          | Elixane Lechemia   | Elixane Lechemia   | 1               | 4               |  |  | 11           | Nigina Abduraimova | Nigina Abduraimova | 2            | 2            |  |
|  | 11          | Nigina Abduraimova | Nigina Abduraimova | 6               | 6               |  |  |              |                    |                    |              |              |  |

### Sezione 4
|  | Primo turno | Primo turno          | Primo turno          | Primo turno | Primo turno |  |  | Ultimo turno | Ultimo turno         | Ultimo turno | Ultimo turno | Ultimo turno |  |
|  |             |                      |                      |             |             |  |  |              |                      |              |              |              |  |
|  | 4           | Kristina Mladenovic  | Kristina Mladenovic  | 6           | 6           |  |  |              |                      |              |              |              |  |
|  | WC          | Julia Lohoff         | Julia Lohoff         | 1           | 2           |  |  | 4            | Kristina Mladenovic  | 6            | 2            | 4            |  |
|  |             | Inès Ibbou           | Inès Ibbou           | 3           | 2           |  |  | 9            | Despoina Papamichaīl | 2            | 6            | 6            |  |
|  | 9           | Despoina Papamichaīl | Despoina Papamichaīl | 6           | 6           |  |  |              |                      |              |              |              |  |

### Sezione 5
|  | Primo turno | Primo turno        | Primo turno    | Primo turno | Primo turno |  |  | Ultimo turno | Ultimo turno       | Ultimo turno       | Ultimo turno | Ultimo turno |  |
|  |             |                    |                |             |             |  |  |              |                    |                    |              |              |  |
|  | 5           | Heather Watson     | Heather Watson | 6           | 7           |  |  |              |                    |                    |              |              |  |
|  |             | Suzan Lamens       | Suzan Lamens   | 3           | 5           |  |  | 5            | Heather Watson     | Heather Watson     | 1            | 3            |  |
|  |             | Isabella Šinikova  | 7              | 0           | 4           |  |  | 8            | Lucrezia Stefanini | Lucrezia Stefanini | 6            | 6            |  |
|  | 8           | Lucrezia Stefanini | 69             | 6           | 6           |  |  |              |                    |                    |              |              |  |

### Sezione 6
|  | Primo turno | Primo turno       | Primo turno       | Primo turno | Primo turno |  |  | Ultimo turno | Ultimo turno     | Ultimo turno     | Ultimo turno | Ultimo turno |  |
|  |             |                   |                   |             |             |  |  |              |                  |                  |              |              |  |
|  | 6           | Ana Konjuh        | Ana Konjuh        | 6           | 6           |  |  |              |                  |                  |              |              |  |
|  |             | Priska Nugroho    | Priska Nugroho    | 4           | 2           |  |  | 6            | Ana Konjuh       | Ana Konjuh       | 6            | 6            |  |
|  | WC          | Feryel Ben Hassen | Feryel Ben Hassen | 5           | 2           |  |  | 7            | Viktória Kužmová | Viktória Kužmová | 3            | 2            |  |
|  | 7           | Viktória Kužmová  | Viktória Kužmová  | 7           | 6           |  |  |              |                  |                  |              |              |  |